# 經濟產業副大臣
經濟產業副大臣（日语：／ Keizai Sangyō Fukudaijin），是日本國政府經濟產業省的副大臣，輔佐經濟產業大臣處理經濟產業省相關事務。

## 概要

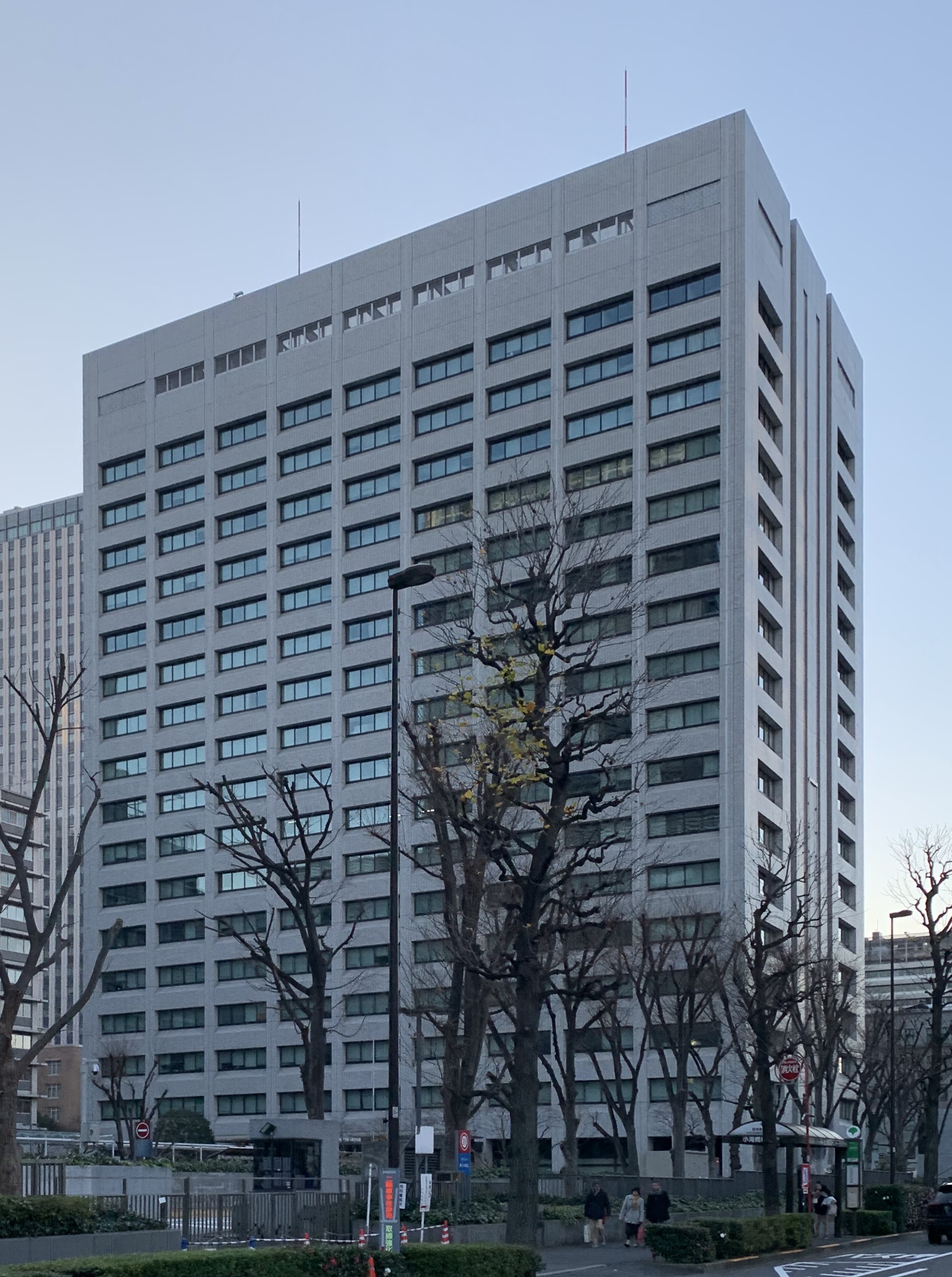
經濟產業省廳舍

2001年1月6日，根據《中央省廳機構改革基本法》對中央省廳機構進行改組而設立。同日，第二屆森內閣 (改組 中央省廳再編後)啟動，任命眾議院議員中山成彬及參議院議員松田岩夫擔任首屆副大臣。
奉經濟產業大臣之命，負責協助提高民間經濟活力及確保對外經濟關係順利發展。根據《國家行政組織法》，人數固定為兩人。

## 歷代副大臣
| 經濟產業副大臣 | 經濟產業副大臣              | 經濟產業副大臣               | 經濟產業副大臣           | 經濟產業副大臣 | 經濟產業副大臣             | 經濟產業副大臣               | 經濟產業副大臣                            | 經濟產業副大臣                |
| 内閣           | 内閣                        | 經濟產業大臣                 | 全名                     | 就職日         | 卸任日                     | 黨派                         | 出身                                      | 備註                          |
| -------------- | --------------------------- | ---------------------------- | ------------------------ | -------------- | -------------------------- | ---------------------------- | ----------------------------------------- | ----------------------------- |
| 第2次森内閣    | 改造內閣 （中央省廳再編後） | 平沼赳夫                     | 中山成彬                 | 2001年1月6日   | 2001年4月26日              | 自由民主黨                   | 眾議員（宮崎縣第1區）                     |                               |
| 第2次森内閣    | 改造內閣 （中央省廳再編後） | 平沼赳夫                     | 松田岩夫                 | 2001年1月6日   | 2001年4月26日              | 自由民主黨                   | 參議員（岐阜縣選舉區）                    |                               |
| 第1次小泉内閣  | 第1次小泉内閣               | 平沼赳夫                     | 古屋圭司                 | 2001年5月1日   | 2002年9月30日              | 自由民主黨                   | 參議員（岐阜縣第5區）                     |                               |
| 第1次小泉内閣  | 第1次小泉内閣               | 平沼赳夫                     | 松田岩夫                 | 2001年5月1日   | 2001年9月21日              | 自由民主黨                   | 參議員（岐阜縣選舉區）                    | 再任 任內辭職，由大島慶久接任 |
| 第1次小泉内閣  | 第1次小泉内閣               | 平沼赳夫                     | 大島慶久                 | 2001年9月21日  | 2001年9月30日              | 自由民主黨                   | 參議員（參議院比例區）                    |                               |
|                | 第1次改造内閣               | 平沼赳夫                     | 高市早苗                 | 2002年10月2日  | 2003年9月22日              | 自由民主黨                   | 眾議員（近畿比例代表區）                  |                               |
| 西川太一郎     | 第1次改造内閣               | 平沼赳夫                     | 保守新黨                 | 2002年10月2日  | 2003年9月22日              | 眾議員（東京都第14區）       |                                           |                               |
| 第2次改造内閣  | 中川昭一                    | 坂本剛二                     | 2003年9月25日            | 2003年11月19日 | 自由民主黨                 | 眾議員（東北比例代表區）     |                                           |                               |
| 第2次改造内閣  | 中川昭一                    | 泉信也                       | 2003年9月25日            | 2003年11月19日 | 自由民主黨                 | 參議員（參議院比例區）       |                                           |                               |
| 第2次小泉内閣  | 第2次小泉内閣               | 坂本剛二                     | 2003年11月20日           | 2004年9月27日  | 自由民主黨                 | 眾議員（福島縣第5區）        | 再任                                      |                               |
| 第2次小泉内閣  | 第2次小泉内閣               | 泉信也                       | 2003年11月20日           | 2004年9月27日  | 自由民主黨                 | 參議員（參議院比例區）       | 再任                                      |                               |
|                | 改造内閣                    | 小此木八郎                   | 2004年9月29日            | 2005年9月21日  | 自由民主黨                 | 眾議員（神奈川縣第3區）      |                                           |                               |
| 保坂三藏       | 改造内閣                    | 參議員（東京都選舉區）       | 2004年9月29日            | 2005年9月21日  | 自由民主黨                 |                              |                                           |                               |
| 第3次小泉内閣  | 第3次小泉内閣               | 小此木八郎                   | 2005年9月22日            | 2005年10月31日 | 自由民主黨                 | 眾議員（神奈川縣第3區）      | 再任                                      |                               |
| 第3次小泉内閣  | 第3次小泉内閣               | 保坂三藏                     | 2005年9月22日            | 2005年10月31日 | 自由民主黨                 | 參議員（東京都選舉區）       | 再任                                      |                               |
|                | 改造内閣                    | 二階俊博                     | 西野陽                   | 2005年11月2日  | 自由民主黨                 | 2006年9月26日                | 眾議員（大阪府第13區）                    |                               |
| 西川玲子       | 改造内閣                    | 二階俊博                     | 公明黨                   | 2005年11月2日  | 參議員（神奈川縣選舉區）   | 2006年9月26日                |                                           |                               |
| 第1次安倍内閣  | 第1次安倍内閣               | 甘利明                       | 山本幸三                 | 2006年9月27日  | 2007年8月27日              | 自由民主黨                   | 眾議員（九州比例代表區）                  |                               |
| 第1次安倍内閣  | 第1次安倍内閣               | 甘利明                       | 渡邊博道                 | 2006年9月27日  | 2007年8月27日              | 自由民主黨                   | 眾議員（千葉縣第5區）                     |                               |
|                | 改造内閣                    | 甘利明                       | 新藤義孝                 | 2007年8月29日  | 2007年9月26日              | 自由民主黨                   | 眾議員（埼玉縣第2區）                     |                               |
| 中野正志       | 改造内閣                    | 甘利明                       | 眾議員（東北比例代表區） | 2007年8月29日  | 2007年9月26日              | 自由民主黨                   |                                           |                               |
| 福田康夫内閣   | 福田康夫内閣                | 甘利明                       | 新藤義孝                 | 2007年9月27日  | 2008年8月2日               | 自由民主黨                   | 眾議員（埼玉縣第2區）                     | 再任                          |
| 福田康夫内閣   | 福田康夫内閣                | 甘利明                       | 中野正志                 | 2007年9月27日  | 2008年8月2日               | 自由民主黨                   | 眾議員（東北比例代表區）                  | 再任                          |
|                | 改造内閣                    | 二階俊博                     | 高市早苗                 | 2008年8月5日   | 2008年9月24日              | 自由民主黨                   | 眾議員（奈良縣第2區）                     | 再入閣                        |
| 吉川貴盛       | 改造内閣                    | 二階俊博                     | 2008年9月5日             | 2008年8月5日   | 眾議員（北海道比例代表區） | 自由民主黨                   | 任內辭職，但未任命新任人選前內閣經已總辭  |                               |
| 麻生内閣       | 麻生内閣                    | 二階俊博                     | 高市早苗                 | 2008年9月29日  | 2009年9月16日              | 自由民主黨                   | 眾議員（奈良縣第2區）                     | 再任                          |
| 麻生内閣       | 麻生内閣                    | 二階俊博                     | 吉川貴盛                 | 2008年9月29日  | 2009年9月16日              | 自由民主黨                   | 眾議員（北海道比例代表區）                | 再任                          |
| 鳩山由紀夫内閣 | 鳩山由紀夫内閣              | 直嶋正行                     | 增子輝彥                 | 2009年9月18日  | 2010年6月8日               | 民主黨                       | 參議員（福島縣選舉區）                    |                               |
| 鳩山由紀夫内閣 | 鳩山由紀夫内閣              | 直嶋正行                     | 松下忠洋                 | 2009年9月18日  | 2010年6月8日               | 國民新黨                     | 眾議員（鹿兒島縣第3區）                   |                               |
| 菅直人内閣     | 菅直人内閣                  | 直嶋正行                     | 增子輝彥                 | 2010年6月9日   | 2010年9月17日              | 民主黨                       | 參議員（福島縣選舉區）                    | 再任                          |
| 菅直人内閣     | 菅直人内閣                  | 直嶋正行                     | 松下忠洋                 | 2010年6月9日   | 2010年9月17日              | 國民新黨                     | 眾議員（鹿兒島縣第3區）                   | 再任                          |
|                | 第1次改造内閣               | 大畠章宏                     | 池田元久                 | 2010年9月21日  | 2011年1月14日              | 民主黨                       | 眾議員（神奈川縣第6區）                   |                               |
| 松下忠洋       | 第1次改造内閣               | 大畠章宏                     | 國民新黨                 | 2010年9月21日  | 2011年1月14日              | 眾議員（鹿兒島縣第3區）      | 留任                                      |                               |
|                | 第2次改造内閣               | 海江田萬里                   | 池田元久                 | 2011年1月18日  | 2011年9月2日               | 民主黨                       | 眾議員（神奈川縣第6區）                   | 留任                          |
| 松下忠洋       | 第2次改造内閣               | 海江田萬里                   | 2011年3月9日             | 2011年1月18日  | 國民新黨                   | 眾議員（鹿兒島縣第3區）      | 留任                                      |                               |
| 野田内閣       | 野田内閣                    | 鉢呂吉雄 →藤村修 →枝野幸男   | 牧野聖修                 | 2011年9月5日   | 2012年1月13日              | 民主黨                       | 眾議員（靜岡縣第1區）                     |                               |
| 野田内閣       | 野田内閣                    | 鉢呂吉雄 →藤村修 →枝野幸男   | 松下忠洋                 | 2011年9月5日   | 2012年1月13日              | 國民新黨                     | 眾議員（鹿兒島縣第3區）                   | 再任                          |
|                | 第1次改造内閣               | 枝野幸男                     | 牧野聖修                 | 2012年1月13日  | 2012年6月4日               | 民主黨                       | 眾議員（靜岡縣第1區）                     | 留任                          |
| 松下忠洋       | 第1次改造内閣               | 枝野幸男                     | 2012年2月10日            | 2012年1月13日  | 國民新黨                   | 眾議員（鹿兒島縣第3區）      | 留任 任內辭職，由柳澤光美接任             |                               |
| 柳澤光美       | 第1次改造内閣               | 枝野幸男                     | 2012年2月10日            | 2012年6月4日   | 民主黨                     | 參議員（參議院比例區）       |                                           |                               |
| 第2次改造内閣  | 牧野聖修                    | 枝野幸男                     | 2012年6月4日             | 2012年10月2日  | 民主黨                     | 眾議員（靜岡縣第1區）        | 留任                                      |                               |
| 第2次改造内閣  | 柳澤光美                    | 枝野幸男                     | 2012年6月4日             | 2012年10月2日  | 民主黨                     | 參議員（參議院比例區）       | 留任                                      |                               |
| 第3次改造内閣  | 近藤洋介                    | 枝野幸男                     | 2012年10月2日            | 2012年12月26日 | 民主黨                     | 眾議員（山形縣第2區）        |                                           |                               |
| 第3次改造内閣  | 松宮勲                      | 枝野幸男                     | 2012年10月2日            | 2012年12月26日 | 民主黨                     | 眾議員（北陸信越比例代表區） | 兼任內閣府副大臣                          |                               |
| 第2次安倍内閣  | 第2次安倍内閣               | 茂木敏充                     | 菅原一秀                 | 2012年12月27日 | 2013年9月30日              | 自由民主黨                   | 眾議員（東京都第9區）                     | 任內辭職，由松島綠接任        |
| 第2次安倍内閣  | 第2次安倍内閣               | 茂木敏充                     | 赤羽一嘉                 | 2012年12月27日 | 2014年9月3日               | 公明黨                       | 眾議員（兵庫縣第2區）                     | 兼任內閣府副大臣              |
| 第2次安倍内閣  | 第2次安倍内閣               | 茂木敏充                     | 松島綠                   | 2013年9月30日  | 2014年9月3日               | 自由民主黨                   | 眾議員（東京都第14區）                    |                               |
|                | 改造内閣                    | 小淵優子 →高市早苗 →宮澤洋一 | 山際大志郎               | 2014年9月4日   | 2014年12月24日             | 自由民主黨                   | 眾議員（神奈川縣第18區）                  |                               |
| 高木陽介       | 改造内閣                    | 小淵優子 →高市早苗 →宮澤洋一 | 公明黨                   | 2014年9月4日   | 2014年12月24日             | 眾議員（東京比例代表區）     | 兼任內閣府副大臣                          |                               |
| 第3次安倍内閣  | 第3次安倍内閣               | 宮澤洋一                     | 山際大志郎               | 2014年12月25日 | 2015年10月9日              | 自由民主黨                   | 眾議員（神奈川縣第18區）                  |                               |
| 第3次安倍内閣  | 第3次安倍内閣               | 宮澤洋一                     | 高木陽介                 | 2014年12月25日 | 2015年10月9日              | 公明黨                       | 眾議員（東京比例代表區）                  | 再任                          |
|                | 第1次改造内閣               | 林幹雄                       | 鈴木淳司                 | 2015年10月9日  | 2016年8月5日               | 自由民主黨                   | 眾議員（東海比例代表區）                  |                               |
| 高木陽介       | 第1次改造内閣               | 林幹雄                       | 公明黨                   | 2015年10月9日  | 2016年8月5日               | 眾議員（東京比例代表區）     | 留任 兼任內閣府副大臣                     |                               |
| 第2次改造内閣  | 世耕弘成                    | 松村祥史                     | 2016年8月5日             | 2017年8月7日   | 自由民主黨                 | 參議員（熊本縣選舉區）       |                                           |                               |
| 第2次改造内閣  | 世耕弘成                    | 高木陽介                     | 2016年8月5日             | 2017年8月7日   | 公明黨                     | 眾議員（東京比例代表區）     | 留任 兼任內閣府副大臣                     |                               |
| 第3次改造内閣  | 世耕弘成                    | 西銘恒三郎                   | 2017年8月7日             | 2017年11月2日  | 自由民主黨                 | 眾議員（九州比例代表區）     |                                           |                               |
| 第3次改造内閣  | 世耕弘成                    | 武藤容治                     | 2017年8月7日             | 2017年11月2日  | 自由民主黨                 | 眾議員（岐阜縣第3區）        | 兼任內閣府副大臣                          |                               |
| 第4次安倍内閣  | 第4次安倍内閣               | 西銘恒三郎                   | 2017年11月2日            | 2018年10月4日  | 自由民主黨                 | 眾議員（沖繩縣第4區）        | 再任                                      |                               |
| 第4次安倍内閣  | 第4次安倍内閣               | 武藤容治                     | 2017年11月2日            | 2018年10月4日  | 自由民主黨                 | 眾議員（岐阜縣第3區）        | 再任 兼任內閣府副大臣                     |                               |
|                | 第1次改造內閣               | 關芳弘                       | 2018年10月4日            | 2019年9月13日  | 自由民主黨                 | 眾議員（兵庫縣第3區）        |                                           |                               |
| 磯崎仁彥       | 第1次改造內閣               | 參議員（香川縣選舉區）       | 2018年10月4日            | 2019年9月13日  | 自由民主黨                 | 兼任內閣府副大臣             |                                           |                               |
| 第2次改造內閣  | 菅原一秀 →梶山弘志          | 牧原秀樹                     | 2019年9月13日            | 2020年9月18日  | 自由民主黨                 | 眾議員（北關東比例代表區）   |                                           |                               |
| 第2次改造內閣  | 菅原一秀 →梶山弘志          | 松本洋平                     | 2019年9月13日            | 2020年9月18日  | 自由民主黨                 | 眾議員（東京都第19區）       | 兼任內閣府副大臣                          |                               |
| 菅義偉内閣     | 菅義偉内閣                  | 梶山弘志                     | 長坂康正                 | 2020年9月18日  | 自由民主黨                 | 2021年10月6日                | 眾議員（愛知縣第9區）                     | 兼任內閣府副大臣              |
| 菅義偉内閣     | 菅義偉内閣                  | 梶山弘志                     | 江島潔                   | 2020年9月18日  | 自由民主黨                 | 2021年10月6日                | 參議員（山口縣選舉區）                    | 兼任內閣府副大臣              |
| 第1次岸田內閣  | 第1次岸田內閣               | 萩生田光一                   | 細田健一                 | 2021年10月6日  | 自由民主黨                 | 2021年11月11日               | 眾議員（北陸信越比例代表區）              | 兼任內閣府副大臣              |
| 第1次岸田內閣  | 第1次岸田內閣               | 萩生田光一                   | 石井正弘                 | 2021年10月6日  | 自由民主黨                 | 2021年11月11日               | 參議員（岡山縣選舉區）                    | 兼任內閣府副大臣              |
| 第2次岸田內閣  | 第2次岸田內閣               | 萩生田光一                   | 細田健一                 | 2021年11月11日 | 自由民主黨                 | 2022年8月12日                | 眾議員（新潟縣第2區）                     | 再任 兼任內閣府副大臣         |
| 第2次岸田內閣  | 第2次岸田內閣               | 萩生田光一                   | 石井正弘                 | 2021年11月11日 | 自由民主黨                 | 2022年8月12日                | 參議員（岡山縣選舉區）                    | 再任 兼任內閣府副大臣         |
|                | 第1次改造內閣               | 西村康稔                     | 中谷真一                 | 2022年8月12日  | 自由民主黨                 | 2023年9月15日                | 眾議員（山梨縣第1區）                     | 兼任內閣府副大臣              |
| 太田房江       | 第1次改造內閣               | 西村康稔                     | 參議員（大阪府選舉區）   | 2022年8月12日  | 自由民主黨                 | 2023年9月15日                | 兼任內閣府副大臣                          |                               |
| 第2次改造內閣  | 西村康稔 →齋藤健            | 岩田和親                     | 2023年9月15日            | 2024年10月3日  | 自由民主黨                 | 眾議員（九州比例代表區）     | 兼任內閣府副大臣                          |                               |
| 第2次改造內閣  | 西村康稔 →齋藤健            | 酒井庸行                     | 2023年9月15日            | 2023年12月14日 | 自由民主黨                 | 參議員（愛知縣選舉區）       | 兼任內閣府副大臣 任內辭職，由上月良祐接任 |                               |
| 第2次改造內閣  | 西村康稔 →齋藤健            | 上月良祐                     | 2023年12月14日           | 2024年10月3日  | 自由民主黨                 | 參議員（茨城縣選舉區）       | 兼任內閣府副大臣                          |                               |
| 第一次石破內閣 | 第一次石破內閣              | 武藤容治                     | 岩田和親                 | 2024年10月3日  | 自由民主黨                 | 2024年11月13日               | 眾議員（九州比例代表區）                  | 再任 兼任內閣府副大臣         |
| 第一次石破內閣 | 第一次石破內閣              | 武藤容治                     | 上月良祐                 | 2024年10月3日  | 自由民主黨                 | 2024年11月13日               | 參議員（茨城縣選舉區）                    | 再任 兼任內閣府副大臣         |
| 第二次石破內閣 | 第二次石破內閣              | 武藤容治                     | 大串正樹                 | 2024年11月13日 | 自由民主黨                 | 現任                         | 眾議員（近畿比例代表區）                  | 兼任內閣府副大臣              |
| 第二次石破內閣 | 第二次石破內閣              | 武藤容治                     | 古賀友一郎               | 2024年11月13日 | 自由民主黨                 | 現任                         | 參議員（長崎縣選舉區）                    | 兼任內閣府副大臣              |

再任表示換閣後再次被招攬，留任表示同一內閣改造後獲得挽留，再入閣表示時隔數個內閣後再度被招攬